# Inspecteur Lavardin
Pour plus de détails, voir Fiche technique et Distribution.
Inspecteur Lavardin est un film franco-suisse réalisé par Claude Chabrol, sorti en 1986.

## Synopsis
Le corps du notable Raoul Mons est retrouvé nu avec le mot « Porc » inscrit en rouge sur son dos sur la plage de Saint-Énogat à Dinard, en Bretagne. L'inspecteur Lavardin est chargé de l'enquête. La victime, un écrivain catholique, venait de faire interdire une pièce de théâtre blasphématoire. Sa veuve Hélène, qui l'est pour la seconde fois, son premier mari ayant disparu en mer, était un amour de jeunesse de Lavardin.

## Fiche technique
- Titre original : Inspecteur Lavardin
- Réalisation : Claude Chabrol, assisté d'Alain Wermus et Aurore Chabrol
- Scénario : Claude Chabrol et Dominique Roulet
- Adaptation et dialogues : Claude Chabrol
- Photographie : Jean Rabier
- Montage : Angela Braga-Mermet et Monique Fardoulis
- Son : Jean-Jacques Ferran et Jean-Bernard Thomasson
- Décors : Françoise Benoît-Fresco
- Costumes : Magali Fustier-Dray
- Musique : Matthieu Chabrol
- Production : Marin Karmitz
- Sociétés de production : Les Films A2, MK2 Productions, Télévision suisse romande et CAB Productions
- Société de distribution MK2
- Pays d'origine : France, Suisse
- Langue originale : français
- Format : Couleur (Eastmancolor) - 35 mm - son mono
- Genre : Policier
- Durée : 100 minutes
- Date de sortie : 12 mars 1986

## Distribution
- Jean Poiret : Inspecteur Jean Lavardin
- Jean-Claude Brialy : Claude Alvarez
- Bernadette Lafont : Hélène Alvarez, veuve Mons
- Jean-Luc Bideau : Max Charnet, propriétaire du Tamaris
- Jacques Dacqmine : Raoul Mons, écrivain catholique
- Hermine Clair : Véronique Manguin, fille d'Hélène
- Pierre-François Duméniaud : Marcel Vigouroux, gendarme (surnommé « Watson » par Lavardin)
- Florent Gibassier : Francis Le Bihan
- Guy Louret : Buci, photographe
- Jean Depussé : Volga, photographe
- Marc Adam : Adam
- Michel Dupuy : l'homme-grenouille
- Serge Feuillet : le curé
- Michel Fontayne : le videur
- Philippe Froger : le metteur en scène
- Chantal Gresset : Ève
- Claire Ifrane : la buraliste
- Hervé Lelardoux : le premier homme
- Lisa Livane : la femme
- Robert Mazet : Léon
- Guy Parigot : le second homme
- Maurice Regnaut : Pierre Manguin
- Odette Simoneau : Denise
- Vincent Gatel : le jeune homme viré de la boîte de nuit

## Production

### Tournage
Le film a été essentiellement tourné à Dinard, notamment à la gare, fermée au trafic voyageur en 1988, et à Dinan (cité médiévale, place Saint-Sauveur, esplanade du théâtre des Jacobins). La maison bourgeoise de Raoul Mons est le manoir Kerrozen, à Taden, lieu tenu secret pendant le tournage[pertinence contestée][réf. nécessaire].